# Ernie Beck
Ernest Joseph Beck, detto Ernie (Filadelfia, 11 dicembre 1931 – West Chester, 12 dicembre 2024), è stato un cestista statunitense, professionista nella NBA.

## Carriera
Venne selezionato dai Philadelphia Warriors come scelta territoriale del Draft NBA 1953.

## Palmarès
- NCAA AP All-America First Team (1953)
- Campionato NBA: 1

Philadelphia Warriors: 1956